# جاومي مونار
جاومي مونار (مواليد 5 مايو 1997) هو لاعب تنس محترف إسباني، أعلى تصنيف له في الفردي كان ال52 في مايو 2019.

## روابط خارجية
- جاومي مونار على موقع رابطة محترفي التنس (الإنجليزية)
- جاومي مونار على موقع الاتحاد الدولي لكرة المضرب (الإنجليزية)
- جاومي مونار على موقع كأس ديفيز (الإنجليزية)
- جاومي مونار على موقع خلاصة التنس.كوم (الإنجليزية)
- جاومي مونار على موقع إي إس بي إن.كوم (الإنجليزية)